# Saint-Cyr-Montmalin
Saint-Cyr-Montmalin är en kommun i departementet Jura i regionen Bourgogne-Franche-Comté i östra Frankrike. Kommunen ligger i kantonen Arbois som tillhör arrondissementet Lons-le-Saunier. År 2022 hade Saint-Cyr-Montmalin 246 invånare.

## Befolkningsutveckling
Antalet invånare i kommunen Saint-Cyr-Montmalin
Referens:INSEE